# Бузников, Геннадий Алексеевич
Генна́дий Алексе́евич Бу́зников (18 января 1931, Ленинград, РСФСР, СССР—27 августа 2012, США) — советский учёный, первооткрыватель функций нейромедиаторов в раннем эмбриогенезе.

## Рождение, ранние годы
Геннадий Алексеевич Бузников родился 18 января 1931 года в Санкт-Петербурге в семье Алексея Бузникова и Любови Козеловой.
Отец — Алексей Бузников, особоуполномоченный секретно-политического отдела Ленинградского Управления НКВД известен как следователь, ведший в 1931-34 гг. дела Хармса и Иванова-Разумника, отчасти направленного против С.Я,Маршака (Источник: http://www.d-harms.ru/library/kobrinskiy-daniil-harms6.html). В конце 30-х (в 37-м — неточно) А.Бузников был уволен из НКВД, разжалован из майоров госбезопасности (неточно — со слов Г. А.Б.), что соответствовало общевойсковому званию «полковник», и репрессирован. Освобожден ок. 1939 года, не возвращен в органы НКВД и в начале Отечественной Войны призван на Балтийский флот в звании младшего лейтенанта. Очевидно, был незаурядным человеком, если после всех этих событий вышел в отставку в звании контр-адмирала. Также следует отметить, что сын А.Бузникова от второго брака Анатолий Алексеевич Бузников, специалист в области космического дистанционного зондирования природной среды, стал доктором технических наук, профессором, Заслуженным деятелем науки РФ и кавалером ордена «Знак Почёта».
Мать Г. А. Бузникова Любовь Михайловна Козелова разошлась с его отцом и впоследствии препятствовала общению с ним сына, которое было возобновлено уже значительно позже окончания войны. Л. М. Козелова работала в Совинформбюро и осенью 1941 года, отправив сына в детский дом Ленинградского Литфонда в Приуралье, осталась в блокадном городе. Лишь в 1943 году, видимо, вследствие отчаянного положения сына в детском доме, она была вынуждена оставить работу в ленинградском бюро и перевелась в Москву, куда забрала из детского дома своего сына.
В 1948 году Г. А. Бузников с отличием окончил школу и поступил на биологический факультет Московского Государственного Университета им. М. В. Ломоносова.
После снятия с работы и ареста в 1949 году руководителя Совинформбюро С. А. Лозовского (расстрелян по делу Еврейского Антифашистского Комитета в 1952 г.), Л. М. Козелова была уволена и в течение длительного периода времени она и её сын оставались без средств к существованию, кроме студенческой стипендии Г. А. Бузникова, а также его гонораров за кроссворды, которые он, обладая незаурядной эрудицией и памятью, составлял для журнала «Огонёк».

## Становление
Несмотря на все трудности, научная карьера Г. А. Бузникова с самого начала развивалась успешно. На кафедре физиологии человека и животных Биофака МГУ он начал работу под руководством чл.-корр. АН СССР Хачатура Коштоянца, который определил дальнейшую сферу исследований, в которой Бузников работал все жизнь — сравнительно-физиологические исследования в период развития. Его дипломная работа была посвящена исследованию роли гиалуронидазы в вылуплении костистых рыб. После окончания МГУ Г. А. Бузников был принят в аспирантуру Лаборатории физиологии Института морфологии животных им. Северцова АН СССР (впоследствии после разделения Института — в Институт биологии развития им. Кольцова АН СССР), которую возглавлял тот же Х. С. Коштоянц. В продолжение и развитие дипломной работы Г. А. Бузниковым была подготовлена и в 1956 году защищена диссертация кандидата биологических наук, результаты которой до сих пор остаются актуальными.
В этот период Г. А. Бузников женился на студентке Биофака Л. А. Никитиной (впоследствии — кандидат биологических наук), в их семье два сына — Алексей, ныне руководитель зубоврачебной компании в США, и Александр — педагог.

## Расцвет, зрелые годы
События, определившие дальнейшую научную судьбу Г. А. Бузникова, произошли в конце 50-х гг. XX века на Беломорской биологической станции МГУ. Работая в сотрудничестве с Б. Н. Манухиным (впоследствии — доктор биологических наук, профессор), он впервые в истории физиологии показал эффект серотонина на донервной стадии развития — личинке брюхоногого моллюска. Именно эта работа стала началом нового направления в мировой биологии развития — исследовании ненервных функций нейромедиаторов в эмбриогенезе.
Затем Г. А. Бузников исследовал чувствительность зародышей морских ежей в период делений дробления (первые деления после оплодотворения) к антагонистам нейромедиаторов и продемонстрировал способность этих веществ специфически блокировать развитие. В тех же опытах выявилась и ещё одна неожиданная особенность эмбрионального медиаторного процесса: оказалось, что ранние зародыши морских ежей обладают чувствительностью к антагонистам нескольких нейромедиаторов одновременно. Предпринятое вслед за этим исследование содержания медиаторов в эмбрионах продемонстрировало, что и самих медиаторов в них присутствует сразу несколько — серотонин, катехоламины и ацетилхолин, что являлось противоречием незыблемому в то время классическому принципу Дэйла «один нейрон — один медиатор». Эти пионерские данные стали основой защищенной Г. А. Бузниковым в 1966 году докторской диссертации, а затем и монографии «Низкомолекулярные регуляторы зародышевого развития» — первой в истории мировой науки фундаментальной работы в этой области.
В 1974 году наряду с должностью старшего научного сотрудника Института биологии развития Г. А. Бузников занял пост руководителя на общественных началах Группы испытания цитотоксических и эмбриотоксических препаратов НИИ по биологическим испытаниям химических соединений Минмедбиопрома СССР (пос. Старая Купавна).
Значительным этапом дальнейшей работы Г. А. Бузникова стали исследования по проверке его гипотезы о внутриклеточной локализации медиаторных рецепторов в раннем эмбриогенезе. От Г. А. Бузникова потребовалось большое научное мужество, чтобы вопреки мнению авторитетных коллег отстаивать столь нетривиальную для нейробиологов идею. Исследования с использованием специально синтезированных антагонистов серотонина, различающихся по липофильности, а, следовательно, их способности проникать в клетку, это предположение подтвердили. Позднее сотрудниками Г. А. Бузникова методом микроинъекции было получено и прямое доказательство внутриклеточной чувствительности зародышей шпорцевой лягушки к антагонистам медиаторных рецепторов, а также специфического связывания меченных лигандов медиаторных рецепторов внутриклеточными органоидами.
В 1977 году в Институте биологии развития была образована под руководством Г. А. Бузникова Лаборатория эмбриофизиологии. Среди новых работ, которые велись под руководством Г. А. Бузникова были исследования роли медиаторов в эмбриональных межклеточных взаимодействиях. Под его руководством в 1976 г. были проведены первые успешные эксперименты в этом направлении, которые продемонстрировали способность антагонистов серотонина блокировать функциональные межклеточные взаимодействия у ранних зародышей морских ежей. Впоследствии было показано, что серотонин может действовать и как собственно межклеточный посредник в эмбриональных межклеточных взаимодействиях.
С этими работами связано и изменение созданной Бузниковым парадигмы внутриклеточной локализации эмбриональных медиаторных рецепторов, поскольку в Лаборатории эмбриофизиологии были получены результаты, свидетельствующие об одновременном присутствии в клетках зародышей рецепторов, локализованных и внутриклеточно, и на поверхностной мембране клетки. В развитие этих работ было показано, что медиаторы участвуют в контроле созревания ооцитов, причем один и тот же медиатор — серотонин воздействует, иногда с противоположным знаком, и на мембранные, и на внутриклеточные рецепторы как клеток фолликулярной оболочки, так и собственно ооцитов.
В начале 80-х годов XX в. Лаборатории эмбриофизиологии, возглавлявшейся Г. А. Бузниковым, вела активные исследования, показавшие связи между трансмиттерами и системами вторичных мессенджеров — циклическим аденозинмонофосфатом и ионами кальция. В 1982 году Г. А. Бузникову присуждено научное звание «профессор».
В 1984 году в связи с ликвидацией Группы в НИИ по БИХС большинство её сотрудников было переведено в штат Института биологии развития, что избавило их от проблем с трудоустройством — когда в следующем году НИИ по БИХС был фактически разогнан, тогдашним руководством АН СССР было принято негласное, но весьма скрупулёзно реализованное решение не принимать сотрудников этого института в систему АН в течение двух лет.
К концу 80-х годов было накоплено настолько значительное количество новой информации и сформировано столько новых концепций, касающихся нейротрансмиттерных механизмов в развитии, что это подвигло Г. А. Бузникова на написание новой монографии «Нейротрансмиттеры в эмбриогенезе», в подготовке которой принял участие весь коллектив Лаборатории. Впоследствии книга, отразившая и историю развития этого научного направления и весь спектр современных тому моменту данных, в несколько модифицированном виде была опубликована и на английском языке в издательстве Academic Press, оставаясь поныне наиболее полным источником в данной области.
Фактически в этот период времени Г. А. Бузников занимал место не только первооткрывателя научного направления, но и вместе с созданным им коллективом — одного из лидеров исследований в этой области знания. Этого, однако, оказалось недостаточным для избрания Г. А. Бузникова в Академию Наук СССР. Уникальная ситуация — советский ученый, который являлся отцом-основателем признанного в мировой науке направления дважды не был избран член-корреспондентом, а впоследствии отказывался от попыток выдвижения.
В начале 90-х гг. XX в. Г. А. Бузников получил возможность работать в лабораториях Университетского колледжа Лондона и Ньюкаслского Университета (Великобритания), где совместно с Ю. Б. Шмуклером и M.J. Whitaker впервые удалось изучить влияние трансмиттеров и их антагонистов на внутриклеточный уровень кальция. Результатом этих поездок стала серия статей в международных журналах, а также мини-монография «From oocyte to neuron: do neurotransmitters function in the same way throughout development?», опубликованная в журнале Molecular and Cellular Neurobiology — наиболее цитируемая к настоящему моменту работа Г. А. Бузникова.
А в 1996 году Г. А. Бузников получил приглашение на работу в качестве приглашенного профессора в Университет Северной Каролины (Чэпел-Хилл), где и провел последние годы своей научной жизни. Его работы этого периода были посвящены зародышам морских ежей как модели для изучения таких процессов, как действие поллютантов окружающей среды и патогенез болезни Альцгеймера.
В эти же годы в сотрудничестве с московскими коллегами Г. А. Бузников активно развивал работы по своей последней революционной научной идее. Исследования с использованием конъюгатов трансмиттеров с функционализированными жирными кислотами привели его к нетривиальной идее о том, что такие вещества могут существовать в качестве эндогенных регуляторов эмбрионального развития, что и было подтверждено на нескольких объектах.
До последней возможности Г. А. Бузников поддерживал научные контакты с сотрудниками и Лаборатории Оксилипинов Института биоорганической химии РАН и своей лаборатории в ИБР, и для него было тяжелым ударом формальное увольнение из Института, в котором он проработал практически всю свою научную жизнь, в ходе очередной кампании по упорядочиванию кадров, хотя с момента своего отъезда в США зарплаты он не получал. Тем не менее, Г. А. Бузников летом 2010 года в последний раз навестил свою лабораторию, обсуждал научные достижения и планы своих выучеников. Пятеро сотрудников и аспирантов Г. А. Бузникова защитили под его руководством диссертации кандидатов биологических наук, а один из них — и докторскую. Также под руководством Г. А. Бузникова докторскую диссертацию СФР Югославии защитил сотрудник Приштинского Университета (ныне — Косово).

## Конец жизни, смерть
В конце 90-х Г. А. Бузников перенес в США тяжёлую хирургическую операцию, однако смог после неё восстановиться и продолжал активную работу, его последняя публикация датирована 2010 г. Скончался 27 августа 2012 года в США после тяжёлой болезни.

## Список произведений
Всего Г. А. Бузников опубликовал свыше 350 научных работ, среди которых две книги (одна переведена на английский и издана в Швейцарии), обзоры и экспериментальные статьи. Здесь приведены наиболее существенные и упоминающиеся в тексте данной статьи труды.

### Книги
- Бузников Г. А. 1967. Низкомолекулярные регуляторы зародышевого развития. Москва, Наука. 265 с.
- Buznikov G.A. 1973. 5-hydroxytryptamine, catecholamines, and some related substances in early embryogenesis. In: Comparative Pharmacology (M.J.Michelson, ed.), v. II, 593—623
- Бузников Г. А. 1987. Нейротрансмиттеры в эмбриогенезе. М. Наука
- Buznikov G.A. 1990. Neurotransmitters in embryogenesis. Chur, Academic Press. 526 p.

### Ранние работы
- Бузников Г. А. 1955. Материалы по физиологии и биохимии развития икры костистых рыб. Гиалуронидаза и «фермент вылупления» // Вопр. Ихтиологии. № 3. С.104-125.
- Бузников Г. А., Манухин Б. Н. 1961. Серотониноподобное вещество в эмбриогенезе некоторых брюхоногих моллюсков. Ж. общ. Биол., 22:226-32.
- Бузников Г. А. 1963. Применение дериватов триптамина для изучения роли 5-окситриптамина (серотонина) в эмбриональном развитии беспозвоночных. Докл. АН СССР, 152, 5, 1270—1272
- Buznikov G.A., Chudakova I.V., Zvezdina N.D. The role of neurohumours in early embryogenesis. I. Serotonin content of developing embryos of sea urchin and loach. J Embryol Exp Morphol. 1964;12:563-73
- Buznikov, G. A., Sakharova, A. V., Manukhin, B. N., and Markova, L. N. (1972). The role of neurohumors in early embryogenesis. IV. Fluorimetric and histochemical study of serotonin in cleaving eggs and larvae of sea urchins. J. Embryol. Exp. Morphol. 27, 339—351

### Наиболее важные работы последних десятилетий
- Buznikov G.A., Shmukler Yu.B. 1981. The possible role of «prenervous» neurotransmitters in cellular interactions of early embryogenesis: a hypothesis. Neurochem.Res., 6, 1, 55-69
- Шмуклер Ю. Б., Григорьев Н. Г., Бузников Г. А., Турпаев Т. М. 1984. Специфическое торможение делений дробления у Xenopus laevis при микроинъекции пропранолола. Докл. АН СССР, 274, 4, 994—997
- Ростомян М.A., Абрамян К. С., Бузников Г. А., Гусарева Э. В. 1985. Электронно-цитохимическое выявление аденилатциклазы у ранних эмбрионов морского ежа. Цитология, 27, 877—881
- Бузников Г. А., Мальченко Л. А., Никитина Л. А., Галанов А. Ю., Еманов В. С. Эффект нейротрансмиттеров и их антагонистов на созревание ооцитов. 1. Эффект серотонина и его антагонистов на чувствительность ооцитов морской звезды к 1-метиладенину. Онтогенез,1990, 21: 375—380.
- Buznikov G.A., Shmukler Yu.B., Lauder J.M. 1996. From oocyte to neuron: do neurotransmitters function in the same way throughout development? Molec. Cell. Neurobiol. 16, 532-55
- Shmukler Yu.B., Buznikov G.A. 1998. Functional coupling of neurotransmitters with second messengers during cleavage divisions: facts and hypotheses. Perspect. Dev. Neurobiol., 5, 469—480
- Бузников Г. А., Безуглов В.В. 5-Гидрокситриптамиды и 3-гидрокситирамиды полиеновых жирных кислот в изучении донервных функций биогенных моноаминов. Рос. физиол. журн. 2000. 86, 1093—1108.
- Buznikov G.A., Nikitina L.A., Bezuglov V.V., Lauder J.M., Padilla S., Slotkin T.A. An invertebrate model of the developmental neurotoxicity of insecticides: effects of chlorpyrifos and dieldrin in sea urchin embryos and larvae. Environ Health Perspect. 2001; 109(7):651-661
- Qiao D., Nikitina L.A, Buznikov G.A, Lauder J.M., Seidler F.J, Slotkin T. A. The sea urchin embryo as a model for mammalian developmental neurotoxicity: ontogenesis of the high-affinity choline transporter and its role in cholinergic trophic activity. Environ Health Perspect. 2003 Nov; 111(14): 1730—1735.
- Бузников Г. А. Донервные трансмиттеры как регуляторы эмбриогенеза. Современное состояние проблемы. Онтогенез, 2007, том 38, № 4, с. 262—270
- Buznikov G.A., Nikitina L.A., Seidler F.J., Slotkin T.A., Bezuglov V.V., Milosević I., Lazarević L., Rogac L., Ruzdijić S., Rakić L.M. Amyloid precursor protein 96-110 and beta-amyloid 1-42 elicit developmental anomalies in sea urchin embryos and larvae that are alleviated by neurotransmitter analogs for acetylcholine, serotonin and cannabinoids. Neurotoxicol Teratol. 2008 Nov-Dec;30(6):503-9
- G.A. Buznikov, L.A. Nikitina, V.V. Bezuglov, M.E.Y. Francisco, G. Boysen, I.N. Obispo-Peak, R.E. Peterson, E.R. Weiss, H. Schuel, B.R.S Temple, A.L. Morrow, J.M. Lauder A Putative ‘Pre-Nervous’ Endocannabinoid System in Early Echinoderm Development Dev Neurosci. 2010 Mar; 32(1): 1-18

## Критика
Труды Г. А. Бузникова по сей день являются высокоцитируемыми в мировой научной литературе. В литературных обзорах он упоминается как пионер исследований функций нейромедиаторов в эмбриогенезе